# Bruce M. Fischer
Bruce M. Fischer, detto Bear (Greensboro, 20 marzo 1936 – 11 aprile 2018), è stato un attore statunitense, famoso per aver interpretato la parte del carcerato Wolf Grace, nel film Fuga da Alcatraz.

## Filmografia parziale

### Cinema
- Doc, regia di Frank Perry (1971)
- Lo chiamavano Mezzogiorno (Un hombre llamado Noon), regia di Peter Collinson (1973)
- Fuga da Alcatraz (Escape From Alcatraz), regia di Don Siegel (1979)
- Qualcosa di sinistro sta per accadere (Something Wicked This Way Comes), regia di Jack Clayton (1983)
- Per piacere... non salvarmi più la vita (City Heat), regia di Richard Benjamin (1984)
- Il viaggio di Natty Gann (The Journey of Natty Gann), regia di Jeremy Kagan (1985)

### Televisione
- Starsky & Hutch - serie TV, episodi 2x16, 4x05 (1977-1978)
- Charlie's Angels – serie TV, episodio 1x16 (1977)
- Alla conquista del West (How the West Was Won) - serie TV, 2 episodi (1978)
- Supercar - serie TV, episodio 3x03 (1984)
- Donne pericolose (Dangerous Women) - serie TV, 24 episodi (1991)

## Doppiatori italiani
Nelle versioni in italiano delle opere in cui ha recitato, Bruce M. Fischer è stato doppiato da:
- Sergio Fiorentini in Charlie's Angels
- Gianni Marzocchi in Starsky & Hutch (ep. 4x05)
- Vinicio Sofia in Alla conquista del West
- Mario Bardella in Fuga da Alcatraz
- Raffaele Uzzi in Qualcosa di sinistro sta per accadere
- Glauco Onorato ne Il viaggio di Natty Gann